# Scarlet Lady
Scarlet Lady è una nave da crociera della compagnia statunitense Virgin Voyages. È la prima nave ed ammiraglia della compagnia.
Effettua crociere con la formula solo per adulti da Miami verso i Caraibi.

## Storia

### Progettazione
Il 4 dicembre 2014, il fondatore di Virgin Group, Richard Branson, ha annunciato che Virgin Group stava creando Virgin Cruises, insieme al sostegno di Bain Capital, e ha rivelato i piani per la costruzione di due nuove navi da crociera, con l'obiettivo di iniziare le operazioni nei prossimi due anni o più.
Il 23 giugno 2015, Virgin Cruises ha annunciato di aver firmato un accordo con Fincantieri, per la costruzione di tre navi da crociera che potevano ospitare ciascuna circa 2.800 ospiti e 1.150 membri dell'equipaggio per viaggi nei Caraibi di sette giorni.
Il 20 luglio 2018, Virgin Voyages ha rivelato il nome della prima nave come Scarlet Lady, in onore del secondo aereo di Virgin Atlantic.

### Costruzione
Il taglio della prima lamiera è avvenuto il 22 marzo 2017 nei cantieri navali Fincantieri di Sestri Ponente, Genova.
L'8 febbraio 2019 è avvenuto il varo tecnico con l'allagamento del bacino di costruzione e nel novembre 2019 ha effettuato le prove in mare.
Il 13 febbraio 2020 ha avuto luogo il cambio di bandiera tra il costruttore e l'armatore, che ha così ammainato quella del cantiere, siglando così la consegna della nave e il passaggio di proprietà tra Fincantieri e Virgin Voyages.

## Caratteristiche
Scarlet Lady ha 17 ponti, di cui 13 accessibili ai passeggeri. Sul ponte 15 sono presenti 78 lussuose suite con un totale di 1.430 cabine. La nave ha una capacità di 2 770 passeggeri e 1 160 membri dell'equipaggio.
Nel giugno 2019, Richard Branson, fondatore di Virgin Voyages, e Tom McAlpin, presidente e CEO di Virgin Voyages, hanno annunciato che Wendy Williams sarà il capitano della Scarlet Lady e sarà la prima donna canadese al timone di una nave tra le principali compagnie di crociera.